# Schäffern

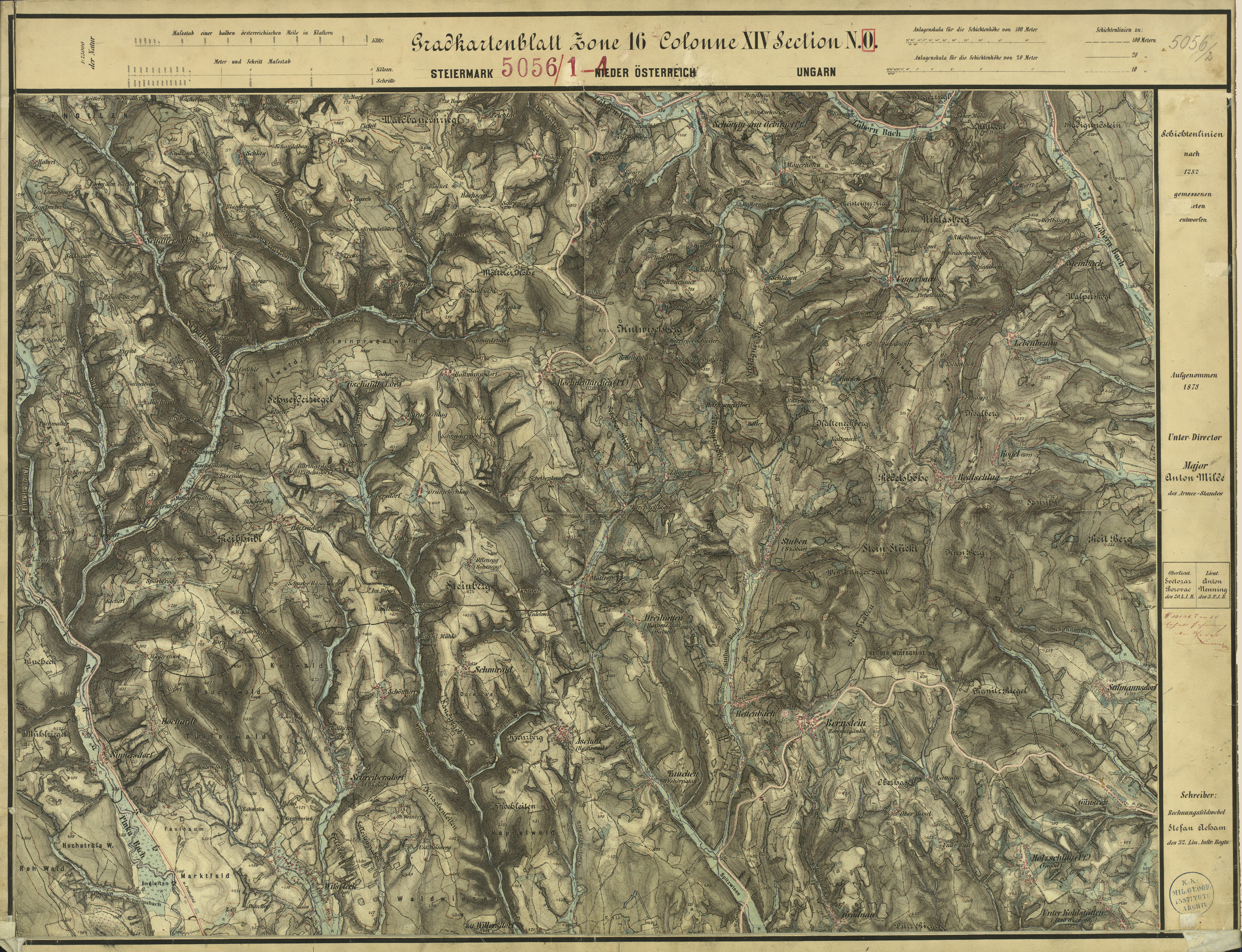
Schäffern (oben links) um 1878 (Aufnahmeblatt der Landesaufnahme)

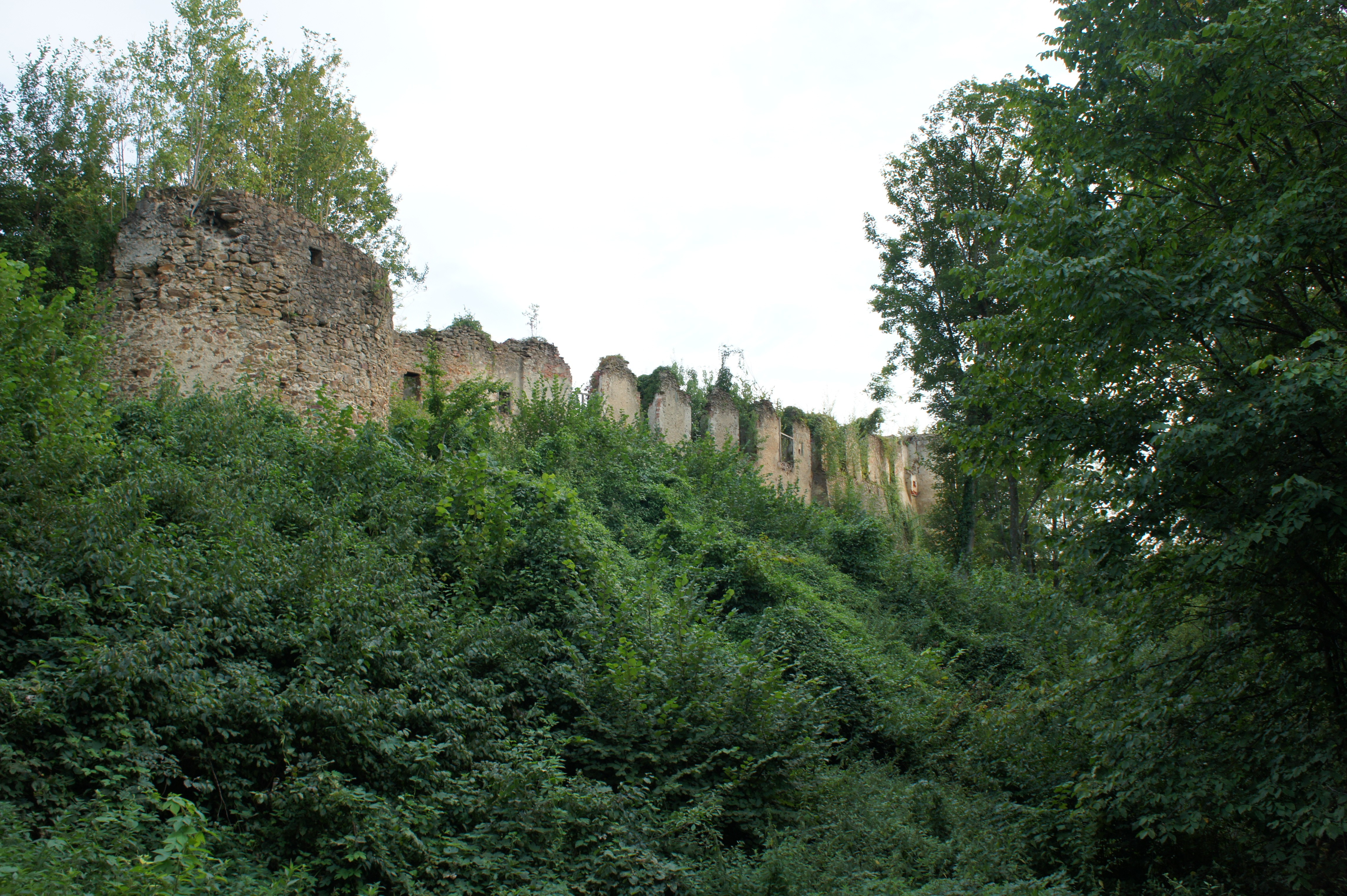
Burgruine Baernegg

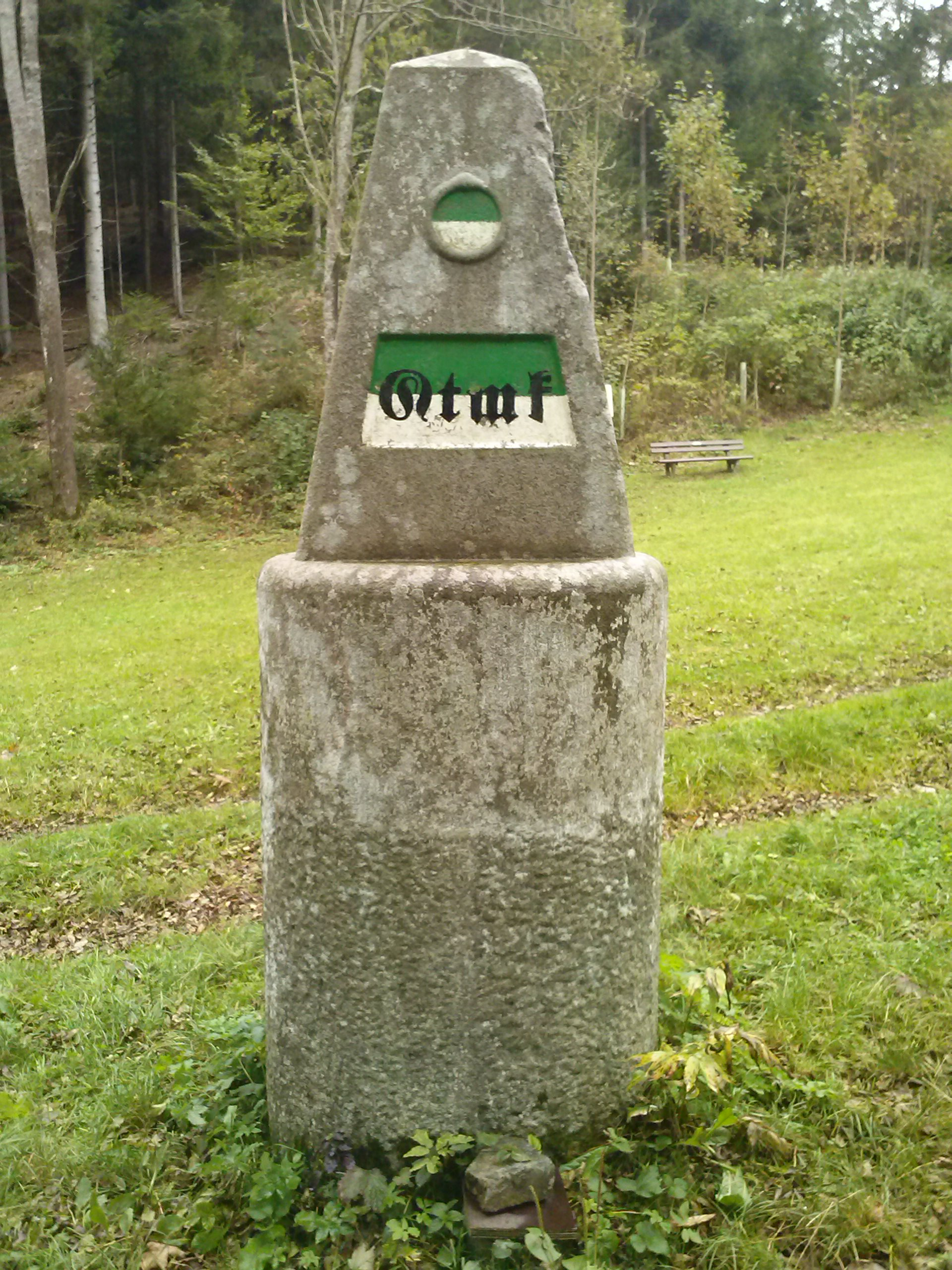
Steirische Seite des Grenzsteines, der das Dreiländereck kennzeichnet

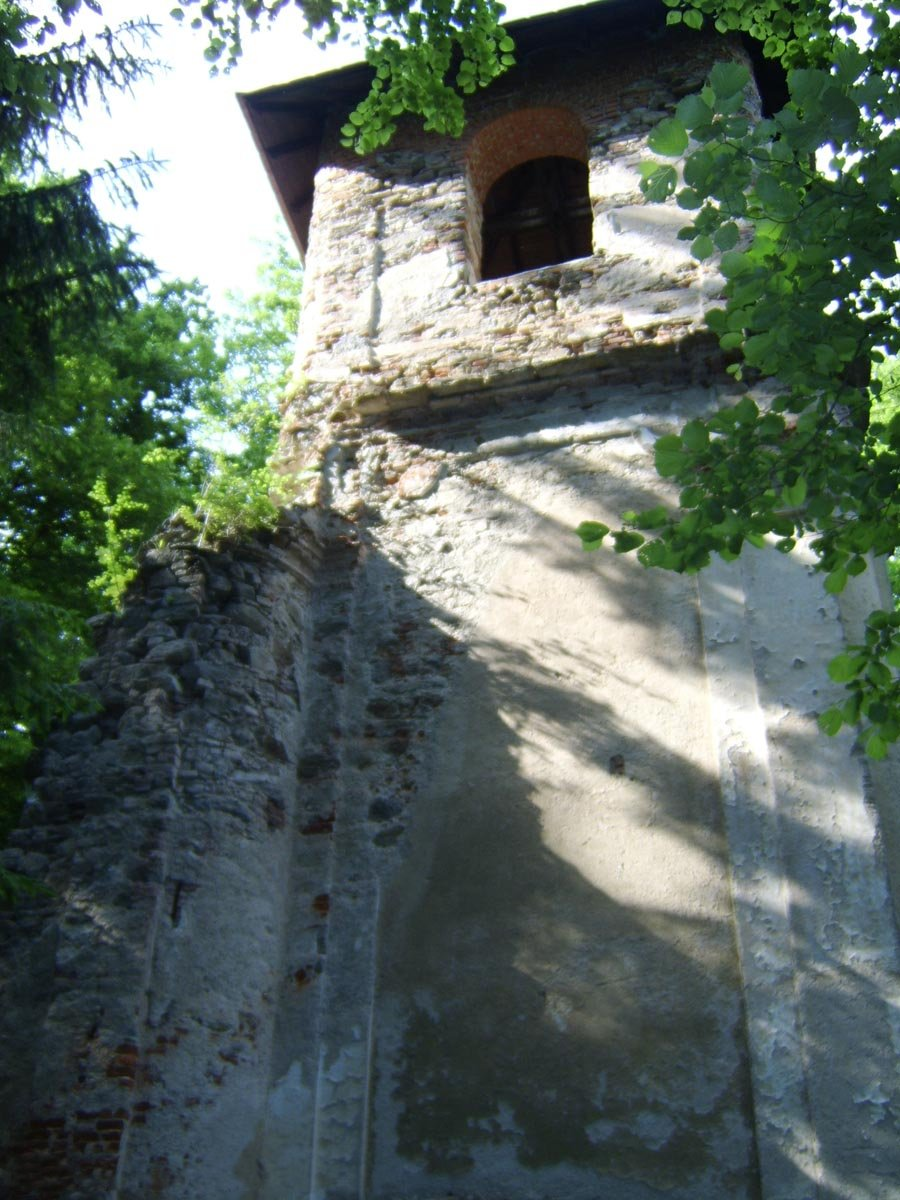
Turm der verfallenen St. Niklaus Kirche

Schäffern mit 1332 Einwohnern (Stand 1. Jänner 2024) ist eine Gemeinde im Gerichtsbezirk Fürstenfeld und im politischen Bezirk Hartberg-Fürstenfeld. Sie ist die östlichste Gemeinde in der Steiermark (Österreich).

## Geografie

### Geografische Lage
Schäffern liegt ca. 39 Kilometer nördlich der Bezirkshauptstadt Hartberg am Fuße des Wechsels. Östlich von Schäffern beginnt die Bucklige Welt. Die Gemeinde wird im Norden und Osten von Niederösterreich (Gemeinde Hochneukirchen-Gschaidt), im Süden vom Burgenland (Gemeinde Oberschützen) begrenzt und liegt somit am nordöstlichen Ende des Bezirkes Hartberg-Fürstenfeld im Dreiländereck.
Das Gemeindegebiet wird größtenteils von den Zuflüssen der Pinka, einem Nebenfluss der Raab entwässert. Im äußersten Norden des Gemeindegebietes entspringt der Zöbernbach, der bei Lockenhaus in die Güns mündet.
Da Schäffern lediglich am Ostrand des Wechsels liegt, weist es nur wenige herausragende Erhebungen auf. Der höchste Punkt im Gemeindegebiet ist der Hartberg (913 m) im Norden, die höchste Erhebung im Osten ist der Gemeinderiegel (744 m).

### Gemeindegliederung
Die Gemeinde Schäffern setzt sich aus fünf Katastralgemeinden zusammen: (Fläche Stand 31. Dezember 2023):
- Anger (667,26 ha)
- Elsenau (871,79 ha)
- Götzendorf (441,23 ha)
- Knolln (605,23 ha)
- Schäffern (649,14 ha)

Mit Gemeinderatsbeschluss vom 13. November 2012 erfolgte die Neubildung der Ortschaften Karnegg, Neussing und Elsenau. Damit besteht die Gemeinde aus zehn Ortschaften (Einwohner Stand 1. Jänner 2024):
- Anger (97)
- Elsenau (245) mit Karnegg
- Götzendorf (132)
- Guggendorf (149)
- Haberl (51)
- Karnegg (82)
- Knolln (65) mit Hartberg
- Neussing (18)
- Schäffern (444) mit Neußing
- Spital (49)

Zählsprengel sind:
- 62247000 Schäffern
- 62247001 Sparberegg (Anm.: Götzendorf gehörte bis 1967 zur Gemeinde Sparberegg)

### Nachbargemeinden
Schäffern hat nur eine steirische Nachbargemeinde, zwei liegen im burgenländischen Bezirk Oberwart (OW), drei in den niederösterreichischen Bezirken Neunkirchen (NK) bzw. Wiener Neustadt (WB).
| Mönichkirchen (NK) | Zöbern (NK)                                 | Zöbern (NK)                  |
| Pinggau (HF)       | Kompassrose, die auf Nachbargemeinden zeigt | Hochneukirchen-Gschaidt (WB) |
| Pinggau (HF)       | Wiesfleck (OW)                              | Oberschützen (OW)            |

### Geologie
Das Gemeindegebiet ist ein Berg- und Hügelland aus kristallinem Gestein mit Plattengneis-Einlagerungen sowie Glimmerschiefer und Serpentin. Die Oberfläche besteht aus flachgründiger, lehmiger Braunerde.

### Klima
Die Temperatur im Gemeindegebiet schwankt im Jahr zwischen −2 °C im Winter und +18 °C im Sommer. Über das Jahr verteilt fallen zwischen 500 mm und 1200 mm Niederschlag. Durch Inversionswetterlagen können größere Temperaturunterschiede zu höheren Lagen auftreten.

## Geschichte
Mit Ausnahme des Gebietes um die Siedlung Spital, die den Johannitern in Fürstenfeld gehörte, gehörte das heutige Gemeindegebiet zum Stift Vorau, als es im Jahr 1163 gegründet wurde. Das Gebiet fiel aber schon 1170 an die Herren von Schildgraben, die den nordöstlichen Teil der Steiermark erschlossen und die Burg Bärnegg bei Elsenau errichteten. Sie verloren aber die Burg und das umliegende Land aufgrund ihrer Beteiligung an der Adelsverschwörung gegen Friedrich III. und konnten es erst Mitte des 16. Jahrhunderts zurückerobern.
Die heutigen Katastralgemeinden Elsenau und Götzendorf werden erstmals im Jahr 1316 als Puschenaw und Göczingsdorf urkundlich erwähnt. Die übrigen Ortschaften inklusive Schäffern wurden erstmals im Jahr 1521 erwähnt.
Aufgrund der Lage der Gemeinde im Grenzgebiet zu Ungarn hatten die Dörfer nicht nur unter der Rückeroberung durch Friedrich III., sondern auch unter den Angriffen der Türken im Jahr 1532 sowie der Kuruzen im Jahr 1706 zu leiden. Danach hat sich die Situation im Gemeindegebiet mit Ausnahme der beiden Weltkriege beruhigt.
Am 1. Jänner 1968 wurde die Gemeinde Sparberegg, bestehend aus den Katastralgemeinden Sparberegg und Götzendorf mit der Gemeinde Schäffern vereinigt.
Am 1. Jänner 1969 kam die Katastralgemeinde Sparberegg von Schäffern zu Pinggau.

### Bevölkerungsentwicklung
| Schäffern: Einwohnerzahlen von 1869 bis 2024        | Schäffern: Einwohnerzahlen von 1869 bis 2024 | Schäffern: Einwohnerzahlen von 1869 bis 2024 | Schäffern: Einwohnerzahlen von 1869 bis 2024 | Schäffern: Einwohnerzahlen von 1869 bis 2024 |
| --------------------------------------------------- | -------------------------------------------- | -------------------------------------------- | -------------------------------------------- | -------------------------------------------- |
| Jahr                                                |                                              |                                              |                                              | Einwohner                                    |
| 1869                                                | 1869                                         |                                              | 1.230                                        | 1.230                                        |
| 1880                                                | 1880                                         |                                              | 1.252                                        | 1.252                                        |
| 1890                                                | 1890                                         |                                              | 1.376                                        | 1.376                                        |
| 1900                                                | 1900                                         |                                              | 1.429                                        | 1.429                                        |
| 1910                                                | 1910                                         |                                              | 1.404                                        | 1.404                                        |
| 1923                                                | 1923                                         |                                              | 1.287                                        | 1.287                                        |
| 1934                                                | 1934                                         |                                              | 1.325                                        | 1.325                                        |
| 1939                                                | 1939                                         |                                              | 1.273                                        | 1.273                                        |
| 1951                                                | 1951                                         |                                              | 1.247                                        | 1.247                                        |
| 1961                                                | 1961                                         |                                              | 1.270                                        | 1.270                                        |
| 1971                                                | 1971                                         |                                              | 1.358                                        | 1.358                                        |
| 1981                                                | 1981                                         |                                              | 1.443                                        | 1.443                                        |
| 1991                                                | 1991                                         |                                              | 1.511                                        | 1.511                                        |
| 2001                                                | 2001                                         |                                              | 1.487                                        | 1.487                                        |
| 2011                                                | 2011                                         |                                              | 1.459                                        | 1.459                                        |
| 2021                                                | 2021                                         |                                              | 1.338                                        | 1.338                                        |
| 2024                                                | 2024                                         |                                              | 1.332                                        | 1.332                                        |
| Quelle(n): Statistik Austria, Gebietsstand 1.1.2021 |                                              |                                              |                                              |                                              |

## Kultur und Sehenswürdigkeiten

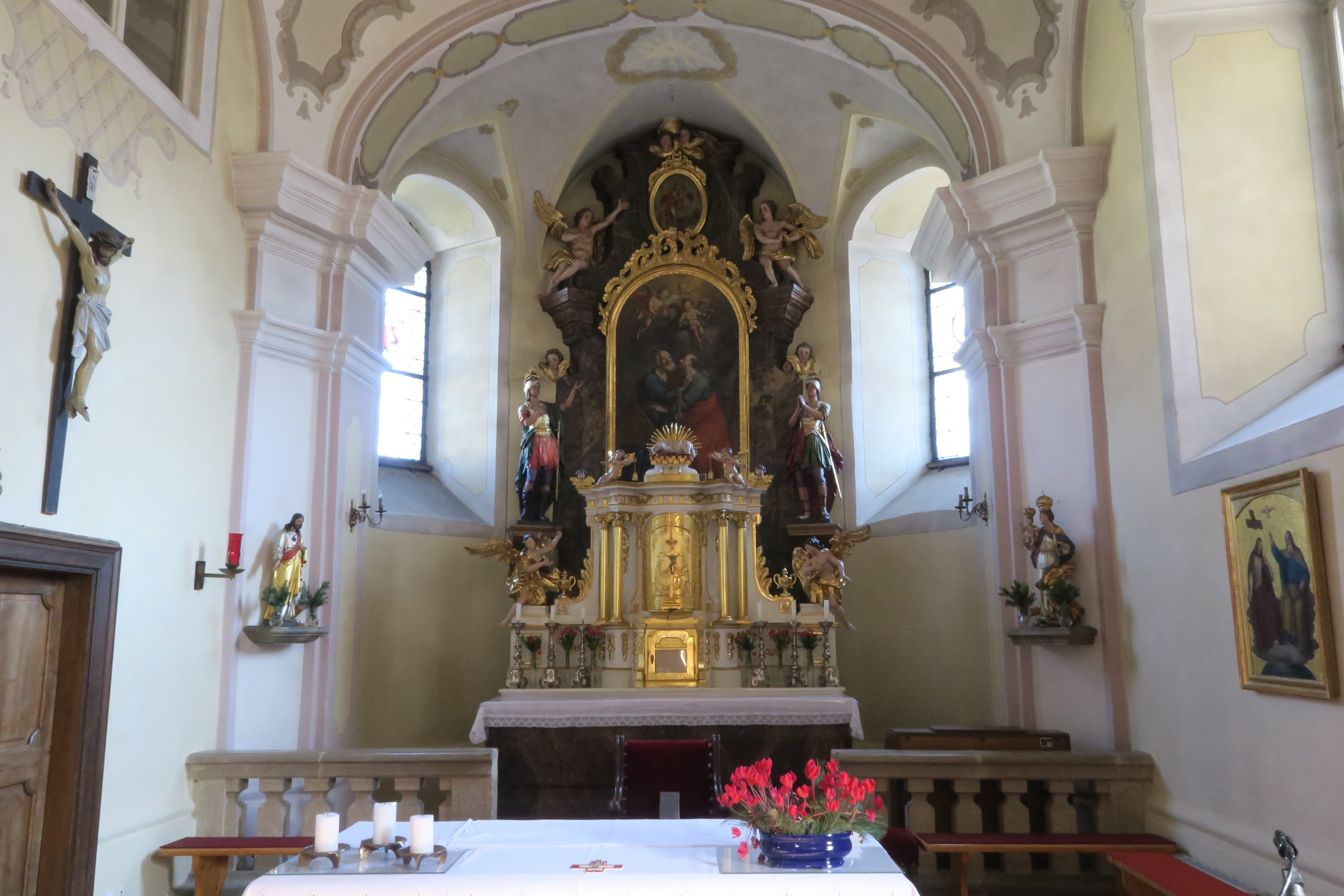
Der Altarraum der Pfarrkirche Schäffern

- Katholische Pfarrkirche Schäffern Hl. Peter und Paul: Eine Pfarre wurde im Jahr 1277 erwähnt. Die Kirche in der heutigen Form wurde im Jahr 1777 erbaut und zuletzt im Jahr 1996 renoviert.
- Die Burg Bärnegg bei Elsenau ist bis auf einen Turm verfallen.
- Von der Nikolauskirche in Elsenau sind bis auf den Kirchturm keine Reste mehr erhalten. Die Steine der Kirche wurden abgetragen zum Wiederaufbau eines abgebrannten Bauernhauses in Tanzegg verwendet. Als ein Stein einem Arbeiter einen Arm abschlug, wurde das als Strafe Gottes gesehen und man traute sich keine Steine mehr abtransportieren. Auf diese Art und Weise blieb der Turm erhalten.
- In Schäffern befindet sich ein Soldatenfriedhof aus dem Zweiten Weltkrieg für die Gefallenen am umkämpften Wechselgebiet.
- Ein Teil der Willersdorfer Schlucht liegt im Bereich des Dreiländerecks auf Schäfferner Gemeindegebiet.

## Wirtschaft und Infrastruktur

### Ansässige Unternehmen
Die Gemeinde ist überwiegend landwirtschaftlich geprägt und zählt mit etwa 130 Betrieben zu den größten Agrargemeinden im Bezirk.
Der Arcturus-Verlag hat seinen Sitz in der Ortschaft Elsenau. Er hat sich auf die Herausgabe von Büchern über Naturheilkunde, Esoterik und Astrologie spezialisiert.

### Tourismusverband
Die Gemeinde bildet gemeinsam mit Friedberg, Pinggau und Dechantskirchen den Tourismusverband Wechselland. Dessen Sitz ist in Schäffern.

### Verkehr
Schäffern hat zwar kaum Durchgangsverkehr, ist aber dennoch gut angebunden, da die Süd Autobahn A 2 von Wien nach Graz durch das Gemeindegebiet verläuft. Sie kann über die Anschlussstellen Aspang-Markt (exit 81), Schäffern (exit 87) und Friedberg / Pinggau (exit 95) erreicht werden. Die Steinamangerer Straße B 63 von Pinggau nach Pinkafeld ist ca. 4 km vom südlichen Gemeindegebiet um Götzendorf entfernt, die Wechsel Straße B 54 von Pinggau nach Wiener Neustadt ca. 10 km vom nördlichen Gemeindegebiet um Schäffern.
Durch das Gemeindegebiet verläuft keine Bahnstrecke. Den westlichen Gemeinderand tangiert die Wechselbahn von Aspang-Markt nach Friedberg. Sie ist über den Haltepunkt Tauchen-Schaueregg (etwa zwei Kilometer vom westlichen Gemeindegebiet aus) oder vom Bahnhof Aspang (etwa zehn Kilometer vom nördlichen Gemeindegebiet aus) erreichbar. Die Bahnstrecke bietet zweistündliche Regionalzug-Verbindungen nach Wien im Norden bzw. nach Hartberg im Süden.
Der Flughafen Graz und der Flughafen Wien-Schwechat sind jeweils rund 100 km entfernt.
Durch Schäffern führt mit dem Ostösterreichischen Grenzlandweg ein österreichischer Weitwanderweg.

### Bildung
In Schäffern befindet sich eine Volksschule und ein Kindergarten.

## Politik

### Gemeinderat
Der Gemeinderat besteht aus 15 Mitgliedern:
- 14 Mandate ÖVP
- 1 Mandat FPÖ

Die letzten Gemeinderatswahlen brachten die folgenden Ergebnisse:
| Partei          | 2020             | 2020             | 2020             | 2015             | 2015             | 2015             | 2010             | 2010             | 2010             | 2005             | 2005             | 2005             | 2000             | 2000             | 2000             | 1995             | 1995             | 1995             | 1990             | 1990             | 1990             |
| Partei          | Stimmen          | %                | M.               | Stimmen          | %                | M.               | St.              | %                | M.               | St.              | %                | M.               | St.              | %                | M.               | St.              | %                | M.               | St.              | %                | M.               |
| --------------- | ---------------- | ---------------- | ---------------- | ---------------- | ---------------- | ---------------- | ---------------- | ---------------- | ---------------- | ---------------- | ---------------- | ---------------- | ---------------- | ---------------- | ---------------- | ---------------- | ---------------- | ---------------- | ---------------- | ---------------- | ---------------- |
| ÖVP             | 835              | 92,78            | 14               | 837              | 88               | 14               | 863              | 85               | 13               | 759              | 75               | 12               | 714              | 78               | 12               | 756              | 81               | 13               | 567              | 62               | 10               |
| FPÖ             | 065              | 7,22             | 01               | nicht kandidiert | nicht kandidiert | nicht kandidiert | nicht kandidiert | nicht kandidiert | nicht kandidiert | nicht kandidiert | nicht kandidiert | nicht kandidiert | 089              | 10               | 01               | nicht kandidiert | nicht kandidiert | nicht kandidiert | nicht kandidiert | nicht kandidiert | nicht kandidiert |
| SPÖ             | nicht kandidiert | nicht kandidiert | nicht kandidiert | 115              | 12               | 01               | 154              | 15               | 02               | 252              | 25               | 03               | 112              | 12               | 02               | 091              | 10               | 01               | 098              | 11               | 01               |
| Bürgerliste     | nicht kandidiert | nicht kandidiert | nicht kandidiert | nicht kandidiert | nicht kandidiert | nicht kandidiert | nicht kandidiert | nicht kandidiert | nicht kandidiert | nicht kandidiert | nicht kandidiert | nicht kandidiert | nicht kandidiert | nicht kandidiert | nicht kandidiert | 090              | 10               | 01               | 248              | 27               | 04               |
| Wahlbeteiligung | 82,36 %          | 82,36 %          | 82,36 %          | 86 %             | 86 %             | 86 %             | 89 %             | 89 %             | 89 %             | 90 %             | 90 %             | 90 %             | 87 %             | 87 %             | 87 %             | 91 %             | 91 %             | 91 %             | 93 %             | 93 %             | 93 %             |

### Bürgermeister
Bürgermeister ist seit 24. April 2015 Thomas Gruber (ÖVP), der damit die Nachfolge von Josef Winkler (ebenfalls ÖVP) antrat.
Dem Gemeindevorstand gehören weiters der Vizebürgermeister Martin Prenner (ÖVP) und der Gemeindekassier Franz Osterbauer (ÖVP) an.

### Wappen
Blasonierung:
Von Blau, Grün und Rot durch silberne Gegenzinnenleisten geteilt, im grünen Feld silbern ein schreitender Bär mit ausgeschlagener Zunge und schwarzem Halsband mit abfliegender silberner Kette.
Der Bär ist das Wappentier der Perner zu Perneck (Bärnegg).
Mit Wirkung vom 1. Jänner 1992 hat die Steiermärkische Landesregierung der Gemeinde Schäffern ein eigenes Wappen verliehen.

## Söhne und Töchter der Gemeinde
- Josef Zingl (1883–1965), Politiker der CS und ÖVP, Abgeordneter zum Steiermärkischen Landtag 1920–1930, Abgeordneter zum Nationalrat 1930–1934, Mitglied des Bundesrates 1946–1949